# Фрина на празднике Посейдона в Элевзине
«Фри́на на пра́зднике Посейдо́на в Элевзи́не» — гигантская по размерам картина польского и русского художника-академиста Генриха Семирадского (1843—1902), завершённая в 1889 году. Хранится в Государственном Русском музее в Санкт-Петербурге (инв. Ж-5687). Размер — 390 × 763,5 см. Сюжет полотна основан на сказании о древнегреческой гетере Фрине, жившей в IV веке до н. э. Поверив в божественность своей красоты, Фрина решила бросить вызов богине любви Афродите: во время праздника Посейдона, проходившего в Элевзине, она сбросила свою одежду и на глазах у всех спустилась к морю. Иногда в названии картины употребляется другая транскрипция названия города — Элевсин. Также встречается более короткий вариант названия — «Фрина на празднике Посейдона».
Работа над полотном была завершена в начале 1889 года, и оно было представлено публике на персональной выставке Семирадского, которая проходила в рафаэлевском зале Академии художеств в Санкт-Петербурге. Прямо с выставки картина была приобретена императором Александром III. Она находилась в Русском отделе Эрмитажа, а в 1897 году была передана в собрание Русского музея.
Писатель Митрофан Ремезов отмечал, что картина Семирадского «написана мастерски» и производит сильное впечатление на зрителя, который, сливаясь с движущейся толпой, «как бы сам попадает на эллинский праздник и присутствует при торжестве красоты Фрины». Художественный критик Владимир Стасов писал, что картина в целом «в высшей степени холодна и равнодушна», но при этом относил к её хорошим сторонам «превосходно написанный пейзаж». Подтверждая, что пейзаж является одним из несомненных достоинств полотна, искусствовед Татьяна Карпова отмечала, что изображение ряда фигур «возвращает к общим местам академической рецептуры», в результате чего «картина производит впечатление большого декоративного панно».

## История

### Предшествующие события и работа над картиной
В 1870 году Генрих Семирадский завершил свою учёбу в Академии художеств в Санкт-Петербурге и получил большую золотую медаль, которая давала право на шестилетнюю пенсионерскую поездку за границу. Художник начал своё путешествие в августе 1871 года, с мая 1872 года он жил и работал в Риме. В 1873 году Семирадский завершил работу над крупноформатной картиной «Грешница», а в 1876 году — над гигантским по размеру полотном «Светочи христианства. Факелы Нерона». До 1877 года он находился в Италии в качестве пенсионера Академии художеств, а затем решил не возвращаться в Россию и остался жить в Риме. В 1883 году было завершено строительства дома Семирадского, расположенного на Via Gaeta, 1. Там же находилась мастерская, в которой он работал над последующими картинами.

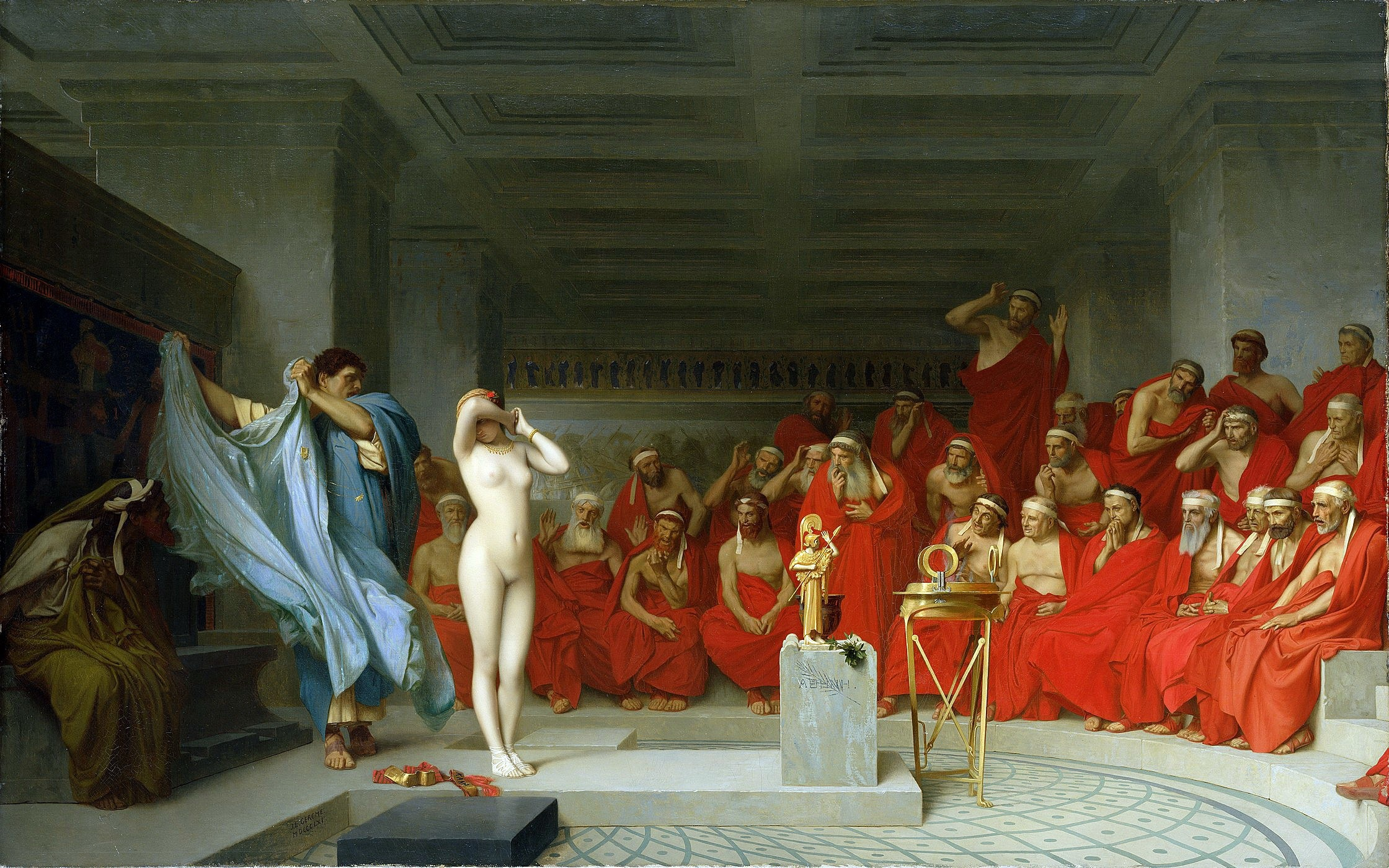
Ж.-Л. Жером. «Фрина перед ареопагом» (1861, Гамбургский кунстхалле)

Когда Семирадский начинал работу над картиной «Фрина на празднике Посейдона в Элевзине» в конце 1886 года, он спрашивал у конференц-секретаря Академии художеств Петра Исеева: 
«Не знаю до сих пор, примет ли Россия официально участие в парижской Всемирной выставке? (…) На всякий случай готовлю большую картину, крупнее Нероновых светочей. Сюжет её — Фрина, являющаяся в роли Афродиты во время празднеств Посейдона в Элевзине. Давно я мечтал о сюжете из жизни греков, дающем возможность вложить как можно больше классической красоты в его представление. В этом сюжете я нашел громадный материал! Солнце, море, архитектура, женская красота и немой восторг греков при виде красивейшей женщины своего времени, — восторг народа-художника, ни в чём не похожий на современный цинизм обожателей кокоток. Картина уже подмалёвана.
Сюжеты, связанные с Фриной, были популярны у художников XIX века — к тому времени её уже изобразили на своих полотнах Фредерик Лейтон, Уильям Тёрнер, Жан Жак Прадье, Гюстав Буланже, Джеймс Уистлер и Жан-Леон Жером. Возможно, что словами про «обожателей кокоток» Семирадский намекал на картину Жерома «Фрина перед ареопагом» (1861), которую критики обвиняли в чрезмерном «смаковании наготы». Отталкиваясь от картины Жерома, Семирадский хотел создать чувственное произведение, которое было бы эротическим, но оставалось бы при этом в рамках приличий. Художник работал над полотном в своей мастерской в Риме. В одних источниках утверждается, что в процессе работы над картиной Семирадский специально ездил в Грецию и посещал Элевзин, а в других — что он никогда не был в Греции.

### Выставка 1889 года и покупка картины
Картина «Фрина на празднике Посейдона в Элевзине» была готова зимой 1889 года и впервые выставлена в рафаэлевском зале Академии художеств в Санкт-Петербурге. Поскольку Семирадский беспокоился о том, что недостаток света может приглушить богатство красок картины, он позаботился о дополнительном искусственном освещении: все окна в зале были наглухо закрыты плотной чёрной материей, так что зрители находились в полумраке, а наверху были установлены четыре скрытые от глаз присутствующих электрические лампы, которые ярко освещали картину, находившуюся в глубине помещения. Вместе с «Фриной» на выставке были показаны другие картины Семирадского — «По примеру богов», «Перед купанием», «Искушение святого Иеронима» и «У фонтана».
Выставка имела большой успех и привлекла тысячи посетителей — по некоторым данным, её посетило более 30 тысяч человек. Творчеству Семирадского был посвящён специальный выпуск «Правительственного вестника», где, в частности, даже утверждалось, что новая картина художника стала «блестящим доказательством того, что ложно-реальное направление в искусстве, одно время нашедшее себе отклик в нашем обществе, недолго устояло в борьбе с провозвестниками вечных начал изящного и вскоре, вероятно, сделается достоянием истории как одна из особенностей современной культуры». В письме к Марии Киселёвой от 17 февраля 1889 года Антон Чехов писал, с иронией отзываясь о популярности своей пьесы «Иванов»: «В Петербурге теперь два героя дня: нагая Фрина Семирадского и одетый я».
После этой выставки Академия художеств назначила Семирадского внештатным членом совета академии, выразив тем самым своё признание заслуг художника. Его картины «Фрина на празднике Посейдона» и «По примеру богов» были прямо с выставки приобретены императором Александром III; за «Фрину» Министерство императорского двора выплатило 30 000 рублей. Весной 1889 года «Фрина» была показана в Историческом музее в Москве. По условиям покупки, картины Семирадского были отправлены в турне по ряду европейских городов — в частности, в 1890 году «Фрина» с успехом экспонировалась в Вене.
Утверждается, что именно при покупке «Фрины» Александр III впервые публично высказал своё намерение основать в Петербурге музей русского искусства. В то же время, согласно «легенде», неоднократно упоминавшейся в изданиях, посвящённых истории Русского музея, окончательное решение императора о его создании было связано с приобретением картины Ильи Репина «Николай Мирликийский избавляет от смерти трёх невинно осуждённых» с 17-й выставки передвижников, открывшейся в том же 1889 году.
Успех «Фрины» был с ревностью воспринят передвижниками, один из которых, Григорий Мясоедов, так писал критику Владимиру Стасову: «Я вижу, что в основании Русского музея лежит картина Семирадского, разве это русская картина?..» Полагают, что в действиях Александра III, который сделал заявление о создании музея именно при покупке «Фрины», созданной художником польского происхождения, был и политический контекст: тем самым он подчёркивал то, что является главой многонациональной империи, в которой люди разных национальностей должны иметь равные права. Кроме того, приобретение «Фрины» могло быть связано с пропагандой классического образования в России, которое пользовалось активной поддержкой со стороны правительства.

### Последующие события
В 1893 году полотно «Фрина на празднике Посейдона в Элевзине» экспонировалось в русском отделе Всемирной выставки в Чикаго, вместе с другой картиной Семирадского — «Христос у Марфы и Марии». Император разрешил вывезти в Чикаго только два принадлежавших ему полотна — «Фрину» Семирадского и «Запорожцев» Репина; оба произведения привлекли большой интерес публики.

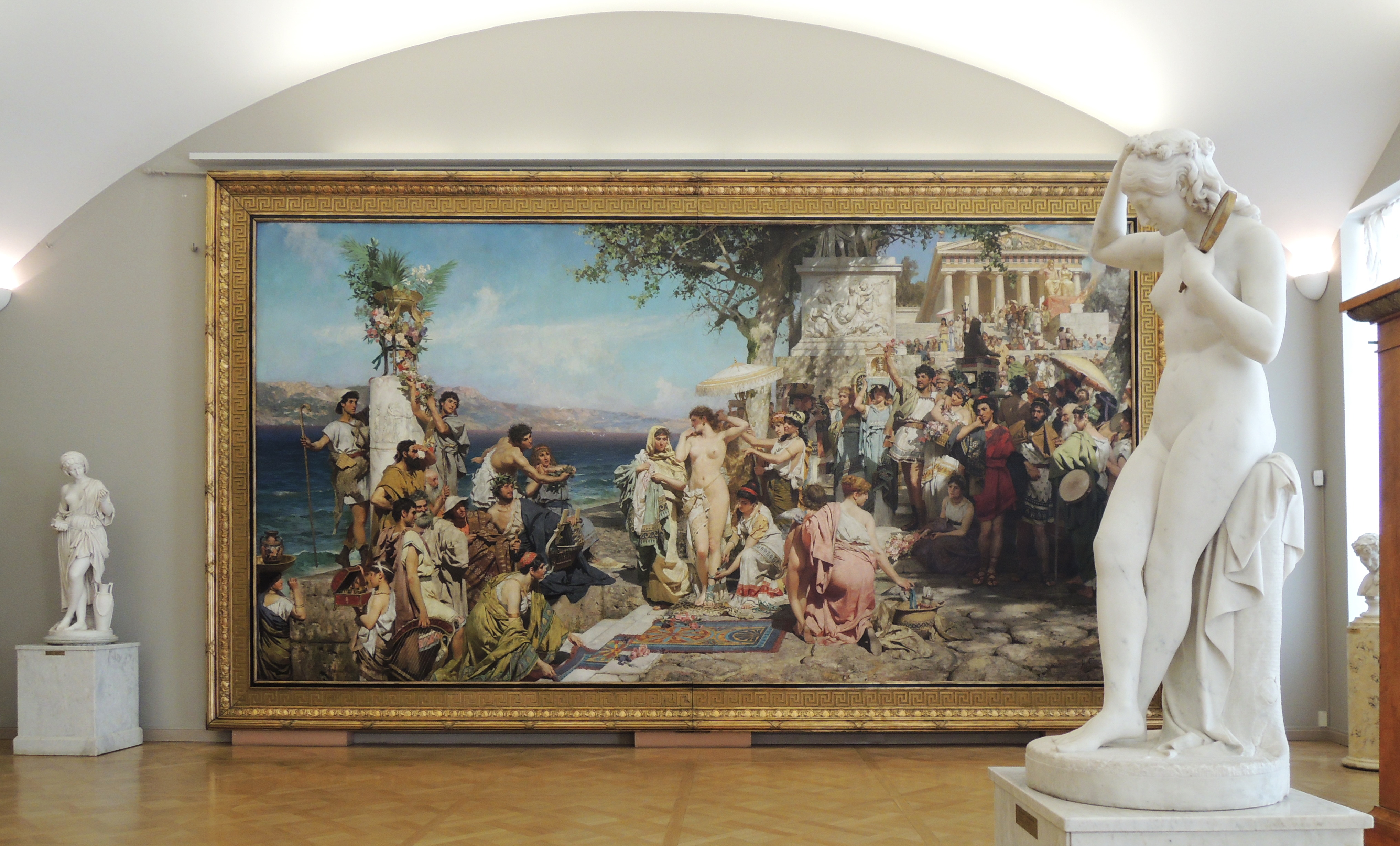
Гигантская картина под сводами нижнего этажа Русского музея

Картина находилась в Русском отделе Эрмитажа, а затем, при образовании Русского музея, в 1897 году была передана в его коллекцию. В Энциклопедическом словаре Брокгауза и Ефрона было указано, что картина «Фрина на празднике Посейдона» находится в Музее императора Александра III (так до 1917 года назывался Русский музей), а также, что это произведение, «превосходящее своей величиной „Светочи Нерона“, ещё более распространило известность художника: оно доставило ему звания члена Туринской академии и корреспондента Французского института». Поскольку самого́ Александра III к 1897 году уже не было в живых (он скончался в 1894 году), полотно рассматривается как дар его сына Николая II.
В настоящее время картина «Фрина на празднике Посейдона в Элевзине» выставляется в зале № 21 Михайловского дворца, где, кроме неё, находятся «Христианские мученики в Колизее» Константина Флавицкого и «Смерть Нерона» Василия Смирнова.
С 20 декабря 2017 года по 2 апреля 2018 года картина «Фрина на празднике Посейдона в Элевзине» экспонировалась в корпусе Бенуа Государственного Русского музея на выставке «Генрих Семирадский и колония русских художников в Риме», приуроченной к 175-летию со дня рождения Семирадского. Она также входила в число экспонатов выставки «Генрих Семирадский. По примеру богов», проходившей с 28 апреля по 3 июля 2022 года в Новой Третьяковке на Крымском Валу.

## Сюжет и описание
Сюжет картины был взят художником из книги «Пир мудрецов» (или «Пирующие софисты») древнегреческого автора Афинея Навкратийского, создававшего свои произведения на рубеже II—III веков нашей эры. В сочинении Афинея информация о Фрине была собрана в разделе «Из рассуждения грамматика Мирсила о знаменитых женщинах».

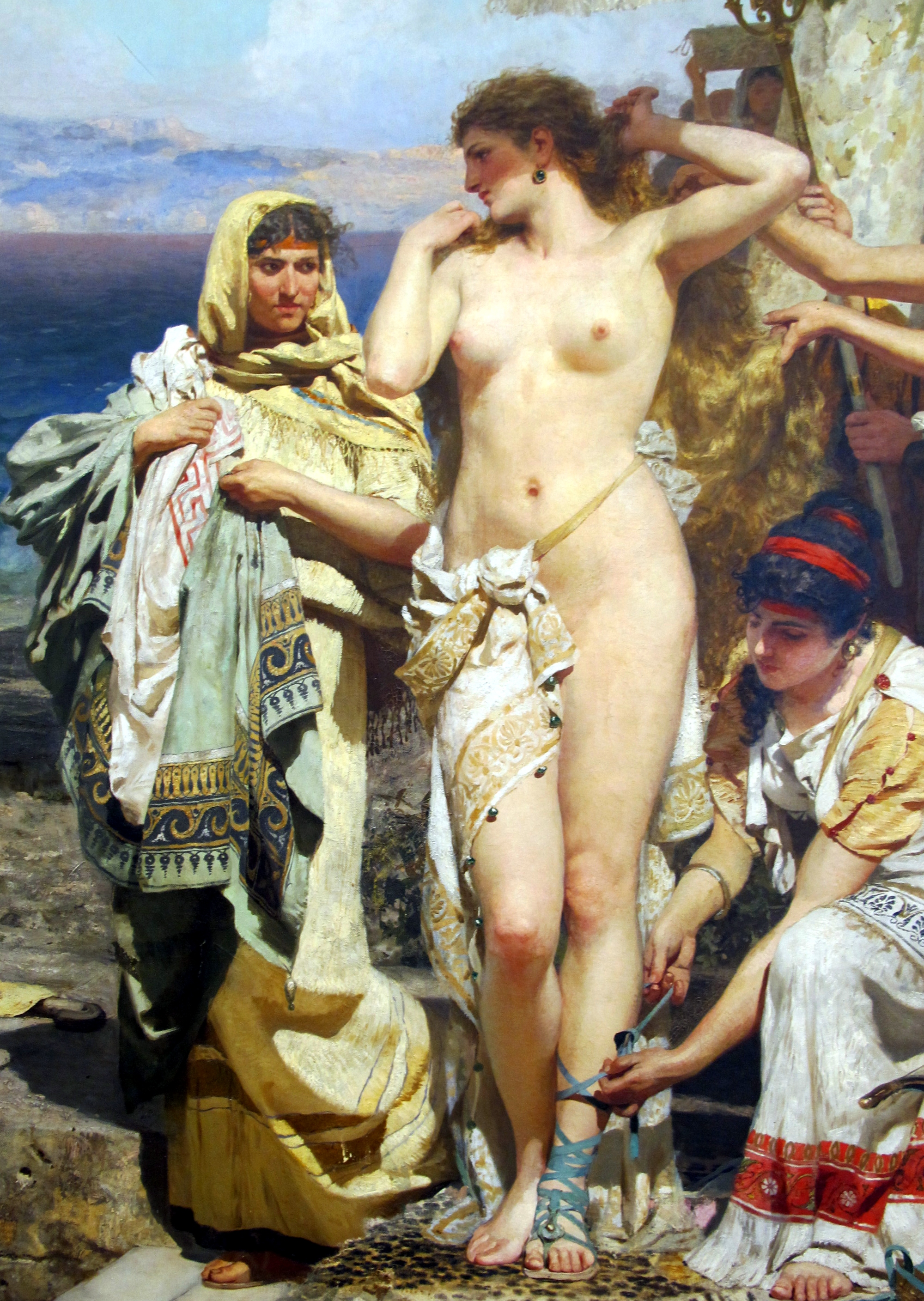
Фрина со служанками (деталь картины)

Фрина — известная своей красотой гетера, жившая в IV веке до нашей эры в городе Мегары. В переводе с греческого её имя означает «белокожая». В частности, она служила натурщицей для древнегреческого скульптора Праксителя, создавшего по её образу знаменитую скульптуру «Афродита Книдская», а также позировала художнику Апеллесу, который писал с неё Афродиту Анадиомену. По рассказам, уверовав в свою неземную красоту, Фрина решила бросить вызов Афродите — богине красоты и любви, которая, согласно преданию, родилась в море и вышла на берег из волн. Простому смертному нелегко было увидеть Фрину нагой — она «носила хитон, облегающий всё тело, и не бывала в общественных банях». Во время праздника Посейдона, проходившего в Элевзине, перед ритуальной процессией, идущей от храма Посейдона к морю, Фрина сбросила свою одежду и, обнажённая, на глазах у всех спустилась к морю. Элевзин (или Элевсин, ныне Элефсис) — небольшой древний город, находящийся в 23 км к западу от Афин и связанный с ними священной дорогой.
Картина «Фрина на празднике Посейдона в Элевзине» представляет собой многофигурную композицию. Многие действующие лица находятся на переднем плане, словно актёры на театральной сцене. Среди них можно выделить три основные группы — центральную, включающую Фрину и её окружение, правую, состоящую из спускающихся от храма людей, и левую, в которую входят те, кто находится рядом со скульптурной колонной.
В центре картины, практически разделяя её на две равные части, изображена Фрина со своими прислужницами. Гетера уже сбросила свои одежды — сначала художник изобразил её совершенно обнажённой (и даже сфотографировался на её фоне), но потом решил оставить часть соскальзывающего с неё платья. Одна из прислужниц держит её одежду, другая помогает снять сандалии, а третья держит зонтик, загораживающий её от солнечных лучей. Немного правее них — опустившаяся на колени женщина, привязывающая крылья мальчику, который должен изображать Амура. Есть предположения, что при написании фигуры Фрины Семирадскому позировала натурщица Карлаттина Доббер (Carlattina Dobber), рисунок с изображением которой хранится в Национальном музее в Кракове (инв. MNK II-a. 6507).

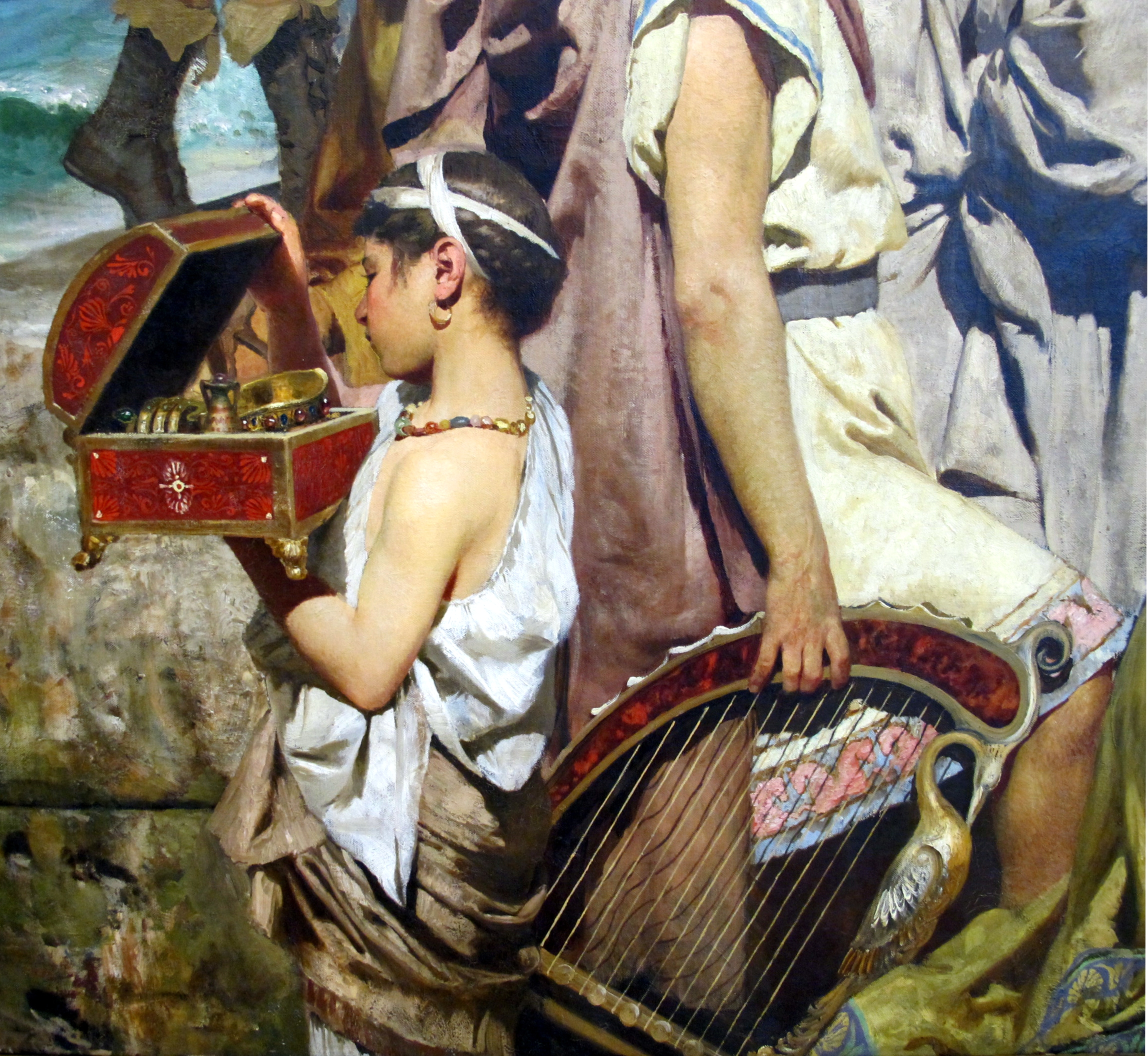
Ребёнок с ларцом (деталь картины)

В правой части картины изображена многолюдная процессия, спускающаяся к морю от виднеющегося на заднем плане храма Посейдона. Люди, изображённые на переднем плане, остановились и смотрят на обнажённую Фрину — некоторые с удивлением и восхищением, а другие с неодобрением и даже негодованием.
Менее многочисленная группа людей, окружающих скульптурную колонну, изображена на переднем плане в левой части картины. Среди них можно найти и поэта, и певца, и пастуха, — здесь, судя по всему, царит единодушное одобрение и восхищение. На вершине колонны находится треножник с цветами, а позади этой группы видны морские волны Саронического залива и горы острова Саламин. В нижнем левом углу изображён ребёнок, рассматривающий приоткрытый ларец с драгоценностями. Его поторапливает служанка, спускающаяся к морю и несущая на голове миску и вазу.
Храм Посейдона, изображённый на возвышении на заднем плане, представляет собой образец дорической архитектуры. Он окружён перистилем и обращён к зрителям портиком с шестью колоннами. Архитектурный план напоминает западный вид Акрополя в Афинах, составной частью которого является Парфенон. Конструкция храма, изображённого на картине Семирадского, отличается от классических греческих образцов — скорее, он напоминает дорические храмы Сицилии, такие как второй храм Геры (также известный как «храм Посейдона») в Пестуме или храм Геры в Агридженто. В декоре храма использованы разные цвета, что свидетельствует о том, что Семирадский был осведомлён о широко распространённой практике полихромии в античной архитектуре. В тимпане храма художник поместил рельефное изображение Посейдона на колеснице, запряжённой гиппокампусами.
Перед храмом расположены две статуи: одна из них изображает сидящего Посейдона, а другая — сидящую рядом с ним либо богиню плодородия Деметру, либо его жену Амфитриту. Ещё одну статую Посейдона несут участники процессии, спускающейся от храма. Левее них находится основание для статуи с рельефом, на котором изображена сцена похищения Нереиды Тритоном. Колонна в левой части полотна, на которой находится треножник, также украшена рельефом, изображающим три стоя́щие фигуры — вероятно, это Гермес, Деметра и Персефона.
Пейзаж, изображённый на полотне, считается одним из лучших в творчестве Семирадского и рассматривается как «одно из несомненных достоинств картины».

## Наброски, этюды и эскизы

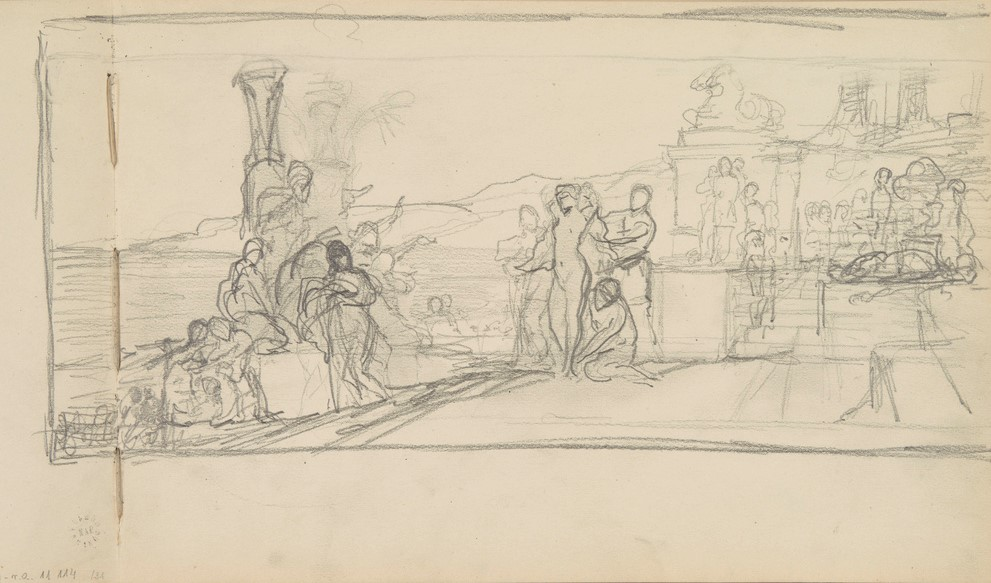
Фрина на празднике Посейдона в Элевзине (графический эскиз, 1883—1884, НМК)

В Национальном музее в Кракове находится один из ранних композиционных набросков-эскизов картины «Фрина на празднике Посейдона в Элевзине», датируемый 1883—1884 годами (бумага, карандаш, 21,5 × 32,5 см, инв. MNK III-r.a. 11114/32). В том же музее хранится ряд рисунков Семирадского, представляющих собой графические этюды («штудии») для картины «Фрина на празднике Посейдона в Элевзине». Среди них — различные варианты фигуры Фрины (инвентарные номера MNK III-r.a. 6568, 10913 и 10946), руки Фрины (MNK III-r.a. 10994), ноги Фрины (MNK III-r.a. 6560), руки служанки, развязывающей Фрине сандалии (MNK III-r.a. 10997), «Девушка с амуром» (бумага, графитный карандаш, белила, 22,3 × 28,2 см, MNK III-r.a. 16717), а также зарисовки рук и ног различных действующих лиц полотна (MNK III-r.a. 6554).
В Пензенской областной картинной галерее имени К. А. Савицкого хранится этюд «Голова юноши в профиль» (бумага, графитный карандаш, 37 × 26 см). Кроме того, известно о существовании этюда «Группа из старика, юноши и мальчика с открытым ларцом» (бумага, графитный карандаш, белила), однако его местонахождение неизвестно.
Также известны живописные этюды «Ноги Фрины» (холст, масло, 43 × 23,8 см, около 1888, Национальный музей в Кракове, инв. MNK II-a. 1049) и «Голова Фрины» (холст, масло, 32 × 26,4 см, частное собрание). «Портрет молодой римлянки» (холст, масло, 39,8 × 31,6 см, 1889, частное собрание) также считается одним из этюдов для картины «Фрина на празднике Посейдона».
Этюды для картины «Фрина на празднике Посейдона в Элевзине»

## Отзывы и критика

### XIX век
В письме к Елизавете Званцевой, датированном 28 января 1889 года, художник Илья Репин отмечал, что большая картина Семирадского, «несмотря на всю академическую риторику, производит „весёлое“ впечатление». По словам Репина, «море, солнце, горы так влекут глаз и доставляют наслаждение; а храмы, а платан посредине; право, ни один пейзажист в мире не написал такого красивого дерева». В то же время Репин писал: «Лица и фигуры меня не радуют, но они не портят впечатления». Неоднократно высказывал своё мнение о «Фрине» и художник Василий Поленов. В частности, в письме к жене Наталье Васильевне от 21 февраля 1889 года он писал, что «сама она [Фрина] ужасно антипатична, большинство фигур кукольно, но кусочки пейзажа и солнце изумительны, особенно хороши дальние горы и солнцем освещённые серые драпировки слева». Среди крупноформатных картин, выставлявшихся в Русском музее Александра III, Поленов особо выделял «Ермака» Сурикова и «Фрину» Семирадского, в которой его восхищал великолепный пейзаж: «там сделаны море и горы так, как я не знаю ничего подобного в живописи».
В статье, опубликованной в журнале «Русская мысль» (майский выпуск 1889 года), писатель Митрофан Ремезов отмечал, что картина Семирадского «написана мастерски» и производит сильное впечатление на зрителя, который, сливаясь с движущейся толпой, «как бы сам попадает на эллинский праздник и присутствует при торжестве красоты Фрины». При этом Ремезов был не вполне удовлетворён тем, как художник изобразил главную героиню полотна, полагая, что «нашему представлению о совершенстве форм женского тела эта Фрина не соответствует», — по его мнению, она слишком велика и массивна, «это не богиня красоты, а богатырша». Тем не менее, по мнению Ремезова, есть в фигуре Фрины и кое-что положительное — несмотря на то, что она практически полностью обнажена, мы видим в ней «не голую женщину, а целомудренную жрицу, готовящуюся совершить некий священный обряд своего культа».
Как обычно, скептически отнёсся к новому творению Семирадского художественный критик Владимир Стасов. Он высказал большие сомнения в достоверности изображённого на картине античного сюжета, утверждая, что на всём большом полотне нет «ни одного греческого лица»: среди множества мужчин и женщин — «кто некрасив, кто банален, и во всех них греческого нет ни на единую иоту». Критик также отметил отсутствие чувств на лицах людей из толпы, окружившей Фрину, — по его мнению, «они все равнодушны, невозмутимы», за исключением лысого старика в левой части картины, который «жадно улыбается на голую женщину», выражая на своём лице «животную похоть отцветшей дряхлости». Оценивая картину в целом, Стасов писал, что она «в высшей степени холодна и равнодушна». Тем не менее он был вынужден признать, что «есть в картине г. Семирадского и несколько хороших, даже очень хороших сторон», к которым он отнёс «превосходно написанный пейзаж в фоне, часть моря, падающие лёгкие тени на освещённые горячим солнцем мраморные алтари и плиты на полу», — всё это явилось следствием «превосходной виртуозности» и «отличного технического мастерства» художника.

### XX и XXI века
В опубликованной в 1913 году статье о творчестве Семирадского искусствовед Сергей Исаков отмечал, что в таких полотнах художника, как «Фрина», «Светочи христианства» и «Христианская Дирцея в цирке Нерона», на первый план выступает не основная сюжетная тема, а «антураж» — переливающийся разными оттенками мрамор, скульптуры, ткани и рельефы. По слова Исакова, для Семирадского равноценны статуи и живые люди, в его полотнах изображены «не подлинные люди со страстями и слабостями», а лишь «статисты, превосходно сложенные натурщики». В частности, во «Фрине», где «всё ― одно ликование, один сплошной гимн солнцу и красоте», не чувствуется подлинной Греции, поскольку «всё сильно почищено, вымыто, приглажено, надушено, одето в нарядные праздничные костюмы».

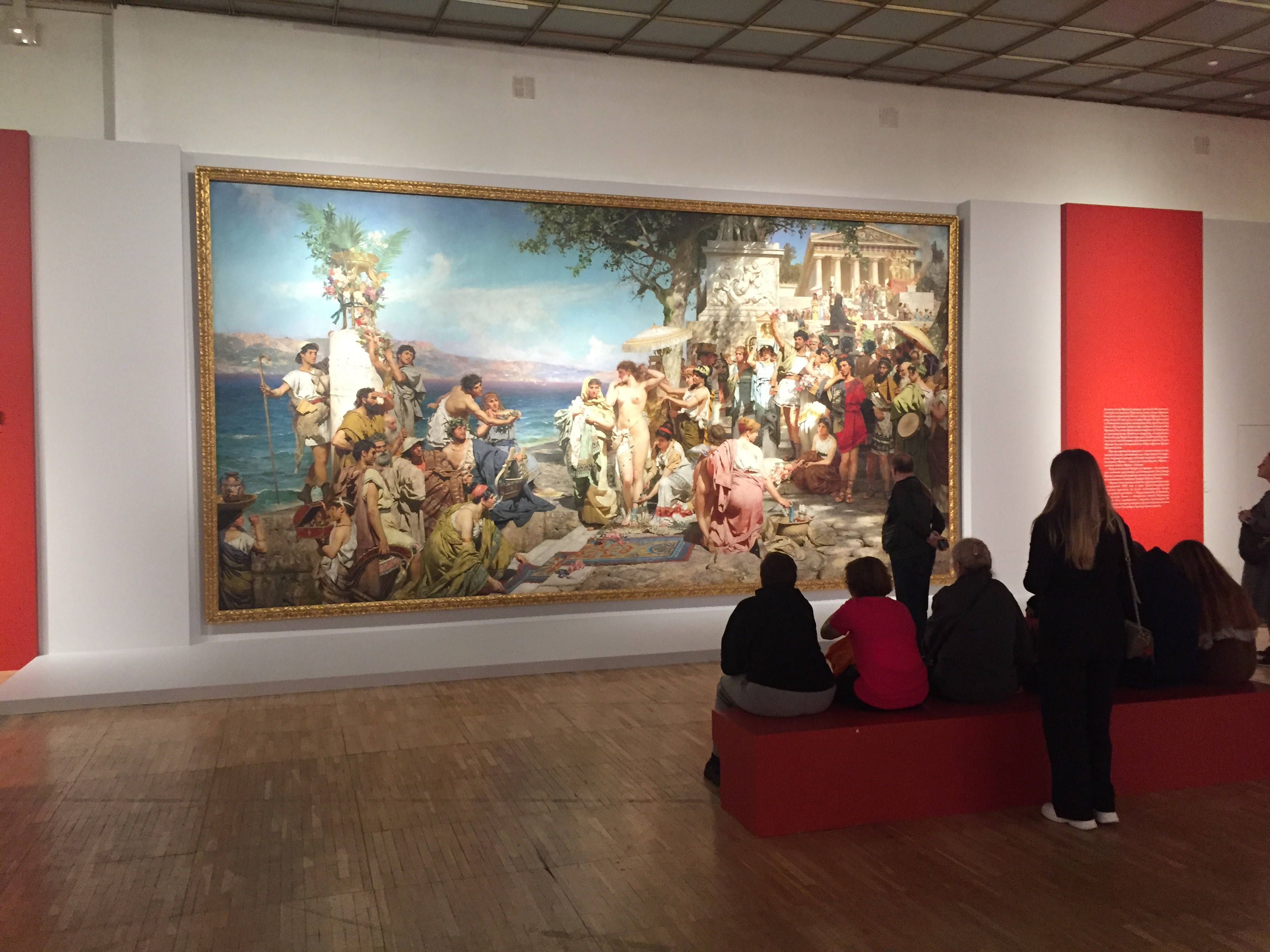
Картина «Фрина на празднике Посейдона в Элевзине» на выставке 2022 года в ГТГ на Крымском Валу

Искусствовед Павел Климов писал, что пейзаж в картине «Фрина на празднике Посейдона» — «один из лучших в творчестве художника», и именно он вносит в произведение Семирадского «ощущение реальности происходящего». В то же время, по мнению Климова, фигурная часть полотна «содержит в себе все типичные черты академической условности». Признавая, что отдельные действующие лица написаны художником «свободно и мастерски», Климов отмечал, что «разноликая яркая толпа, многочисленные предметы „античной роскоши“ сливаются на полотне в один огромный натюрморт».
Искусствовед Татьяна Карпова также подтверждает то, что изображение пейзажа, передающее «ощущение самого́ воздуха Греции» и «дыхание морского бриза», является одним из несомненных достоинств этой картины, — через пейзаж художнику удалось оживить древнюю историю и античный миф. В то же время Карпова отмечает, что «статичность поз, выделение отдельных замкнутых групп фигур возвращает к общим местам академической рецептуры», в результате чего «картина производит впечатление большого декоративного панно». Обсуждая изображение «само́й Фрины с каскадом распущенных золотых волос», Карпова писала, что она «кажется воспоминанием о женщинах Тициана, Рубенса, Тьеполо».
Искусствовед Виталий Манин отмечал, что такие произведения Семирадского, как «Фрина на празднике Посейдона» и «Танец среди мечей», «воспевают красоту сущего мира». Далее он писал: «Сюжет здесь — дело второстепенное, ибо это не исторические картины. Полотна Семирадского — это восторг перед красотой».